# Noël Duval
Noël Duval (Le Chesnay, 24 dicembre 1929 – Parigi, 12 dicembre 2018) è stato uno storico, archeologo ed epigrafista francese, specialista della tarda antichità.

## Biografia
Nel 1953 Duval iniziò un triennio come ricercatore presso l'Istituto storico romano. È stato membro della Scuola francese di Roma (1953-1955), assistente di storia all'Università di Tunisi (1955-1957), poi al Centro nazionale francese per la ricerca scientifica (1962-1963), alla Scuola del Louvre a seguire insegnante in ruolo dal 1963 al 1969 di storia antica e archeologia presso le università di Lilla e di Nantes. Nel 1960 si è interessato sia dell'archeologia ispanica e catalana e dal 1976 è professore alla Paris IV: Paris-Sorbonne dove ha insegnato tarda antichità e arte bizantina dell'epoca medievale. Ha lavorato fino al 1992 e poi è diventato un membro di Reial Academia de Ossa Lletres a Barcellona. Dal 1990, ha concentrato la sua attività accademica sull'opera latina Historia Augusta e nel 1994 gli è stata conferita la laurea honoris causa dall'Università di Ginevra. Duval è stato eletto fellow emeritis all'Università di Parigi nel 2007.

## Opere
- Les églises africaines à deux absides, 2 volumi, Roma-Parigi, BEFAR, 1971 et 1973
- Les ruines de Sufetula-Sbeitla (con la collaborazione di F. Baratte), Tunisi, STD, 197310
- Haïdra, les ruines d'Ammaedara (con la collaborazione di F. Baratte), Tunisi, STD, 1974
- Haïdra I. Les inscriptions chrétiennes d’Haïdra (con la collaborazione di F. Prévot), Roma, CEFR, 197511
- Catalogue raisonné des mosaïques romaines et paléochrétiennes du Louvre (con la collaborazione di F. Baratte), Parigi, Réunion des musées nationaux, 1976
- Sirmium. VII. Horrea et thermes aux abords du rempart Sud. 1. Architecture [sotto la direzione], Roma-Belgrado, CEFR/Institut archéologique, 197712
- Catalogue des mosaïques romaines et paléochrétiennes du Musée du Louvre (con la collaborazione di F. Baratte), Parigi, Réunions des musées nationaux, 1978
- Haïdra II, L’église I dite de Melléus [sotto la direzione], Roma-Parigi, CEFR, 1981
- Naissance des arts chrétiens (lavoro collettivo), Parigi, La Documentation Française, 1991
- Salona I. Catalogue de la sculpture architecturale paléochrétienne de Salone [sotto la direzione], Roma, CEFR, 199413
- Les premiers monuments chrétiens de la France (lavoro collettivo), Parigi, Éditions A et J Picard, 1995, 382 pages
- Les premiers monuments chrétiens de la France II (lavoro collettivo), Parigi, Éditions A et J Picard, 1996, 327 pages
- Salona II. Recherches archéologiques franco-croates à Salone. L'architecture paléochrétienne de la province romaine de Dalmatie [sotto la direzione], Roma, CEFR, 1996
- Les premiers monuments chrétiens de la France III, Parigi, Éditions A et J Picard, 1998, 366 pages
- Salona III : Manastirine, établissement préromain, nécropole et basilique paléochrétienne [sotto la direzione], Roma, CEFR, 200014
- L’Historiae Augustae Colloquium I de la nouvelle série [sotto la direzione], Bari, Edipuglia, 2000
- Actes de la journée d'études sur les églises de Jordanie et leurs mosaïques [sotto la direzione], Beirut, Institut français d'Archéologie du Proche-Orient, 200315
- Haïdra IV, L’église de Candidus ou des martyrs de la persécution de Dioclétien [sotto la direzione], Roma, CEFR, 2010
- La nouvelle Carte des voies romaines de l’Est de l’Africa dans l’Antiquité Tardive d’après les travaux de P. Salama (con la collaborazione di Claude Lepelley e Jehan Desanges), Turnhout, Brepols, 201016
- Caričin Grad III. L’Acropole et ses monuments (cathédrale, baptistère et bâtiments annexes) [sotto la direzione], Roma, CEFR, 201017
- Salona IV : Recherches archéologiques franco-croates à Salone : Inscriptions de Salone chrétienne, ive-viie siècles (vol. I et II) [sotto la direzione], Parigi, CEFR, 2010

## Riconoscimenti
- Medaglia d'argento di CNRS
- Medaglia di bronzo di CNRS
- Laureato dell'Académie des inscriptions et belles-lettres
- Medaglia di bronzo e d'argento della Accademia francese di architettura
- Medaglia della Society of Antiquaries of London
- Medaglia d'oro della città di Spalato (Croazia)
- Medaglia della città di Sremska Mitrovica (Serbia)